# 남카리알라 지역

남카리알라 지역의 문장

남카리알라 지역의 위치

남카리알라 지역(핀란드어: Etelä-Karjala, 스웨덴어: Södra Karelen)은 핀란드를 구성하는 지역 가운데 하나로, 중심 도시는 라펜란타이며 면적은 5,618km2, 인구는 136,694명이다. 퀴멘락소 지역, 남사보 지역, 북카리알라 지역과 접하며 남동쪽으로는 카렐리야 공화국와 국경을 접한다. 10개 지방 자치체를 관할한다.